# FIRST BEGINNING
『ファースト ビギニング -FIRST BEGINNING-』は、堂島孝平 (堂島孝平 × GO-GO KING RECORDERS名義)の8枚目のオリジナルアルバム。2004年3月17日に徳間ジャパンコミュニケーションズより発売された。

## 概要
徳間ジャパンコミュニケーションズへ移籍後初のアルバム。
前作『djkh calendar -Dojima Kohei's Second Anthology-』から約1年ぶりに発売された。

## 収録曲
| 全作詞・作曲: 堂島孝平、全編曲: 堂島孝平 × GO-GO KING。 |                                                         |          |            |      |
| #                                                       | タイトル                                                | 作詞     | 作曲・編曲 | 時間 |
| 1.                                                      | 「なんて悲しい歌聴いているんだろう」(Sad Song)          | 堂島孝平 | 堂島孝平   | 5:31 |
| 2.                                                      | 「銀色クリアデイズ (NEW MIX)」(White Silver Clear Days) | 堂島孝平 | 堂島孝平   | 4:50 |
| 3.                                                      | 「さよなら街の灯 [シティライツ]」(Tokyo City Lights)    | 堂島孝平 | 堂島孝平   | 4:17 |
| 4.                                                      | 「Still」(Still Thinking About You)                     | 堂島孝平 | 堂島孝平   | 4:15 |
| 5.                                                      | 「夢のスキマに」(A Dream Goes On Forever)               | 堂島孝平 | 堂島孝平   | 3:45 |
| 6.                                                      | 「45℃ (NEW MIX)」(Venus Calling)                        | 堂島孝平 | 堂島孝平   | 4:19 |
| 7.                                                      | 「瞳の奥の小宇宙」(Have A Nice Way!)                    | 堂島孝平 | 堂島孝平   | 0:35 |
| 8.                                                      | 「ここへおいで」(Who's That Girl)                       | 堂島孝平 | 堂島孝平   | 4:55 |
| 9.                                                      | 「メロディアス」(Sound Of Silence)                      | 堂島孝平 | 堂島孝平   | 5:36 |
| 10.                                                     | 「冒険者たち」(Originators)                             | 堂島孝平 | 堂島孝平   | 6:25 |
| 11.                                                     | 「ハジメテのハジマリ」(Begin The First Beginning)       | 堂島孝平 | 堂島孝平   | 4:34 |
| 12.                                                     | 「おかしなはなし」(Strange Candies)                     | 堂島孝平 | 堂島孝平   | 6:27 |
| 合計時間:                                               | 合計時間:                                               | 55:29    |            |      |

### 解説
1. なんて悲しい歌聴いているんだろう - Sad Song -
2. 銀色クリアデイズ (NEW MIX) - White Silver Clear Days -
19枚目のシングル。
3. さよなら街の灯 [シティライツ] - Tokyo City Lights -
4. Still - Still Thinking About You -
5. 夢のスキマに - A Dream Goes On Forever -
6. 45℃ (NEW MIX) - Venus Calling -
18枚目のシングル。
7. 瞳の奥の小宇宙 - Have A Nice Way ! -
シングル「銀色クリアデイズ」のカップリング曲。
8. ここへおいで - Who's That Girl -
9. メロディアス - Sound Of Silence -
10. 冒険者たち - Originators -
後に21枚目のシングルとしてシングルカットされた。
11. ハジメテのハジマリ - Begin The First Beginning -
20枚目のシングル。
12. おかしなはなし - Strange Candies -